# Токмово (село)
Токмово — село в Ковылкинском районе Мордовии, административный центр Токмовского сельского поселения.

## История
Название-антропоним: по фамилии землевладельцев Токмовых (Токмоковых). В «Списке населённых мест Пензенской губернии» (1869) Токмово — село владельческое из 296 дворов Инсарского уезда.
В начале 1930-х гг. был образован колхоз «Заря коммуны», с 1960 г. — отделение колхоза «Россия» (с. Кочелаево), с 1997 г. — СХПК «Союз». В современном селе — средняя школа, библиотека, Дом культуры, медпункт, отделение связи, 4 магазина. Возле Токмова — поселения бронзового века и эпохи средневековья.

## География
Расположено на р. Иссе в 11 км к востоку от города Ковылкино. Высота над уровнем моря — 146 м.
В 5 км к северу от села находится железнодорожная станция Токмово (в одноимённом посёлке) на линии Москва — Ульяновск.

## Население
| 2002 | 2010 | 2012 |
| ---- | ---- | ---- |
| 799  | ↘726 | ↘719 |

Национальный состав — в основном русские (2001 г.).

## Известные уроженцы
Токмово — родина Героя Социалистического Труда М. С. Парецковой и хозяйственного руководителя И. Ф. Скворцова.

## Источник
- Энциклопедия Мордовия, В. П. Лузгин.